# Imran Ahmad-Khan
Imran Nasir Ahmad Khan (Wakefield, 6 settembre 1973) è un politico britannico del Partito conservatore, eletto deputato per il collegio di Wakefield alle elezioni generali del 2019.
Si è dimesso il 3 maggio 2022 a seguito di una condanna per molestie ai danni di un quindicenne.